# 범죄 문신
범죄 문신은 여러 방식으로 분류되며, 그 의미와 역사는 나라에 따라 다양하다. 일반적으로는 갱단 가입과 연관된 것으로 여겨진다. 또한, 이러한 문신은 문신을 한 사람의 개인적 이력을 나타내는 기록이 되기도 한다. 예를 들어, 기술이나 전문 분야, 업적, 수감 이력, 세계관, 혹은 개인적인 표현 방식 등을 담고 있을 수 있다. 문신은 일탈 행동, 성격 장애, 범죄성과 실증적으로 연관되어 있다는 연구 결과도 있다. 그러나 문신과 범죄 사이에 직접적인 상관관계가 존재하는 것은 아니다. 다만, 호주, 프랑스, 이탈리아, 일본, 러시아, 미국 등 여러 나라에서 문신의 역사와 그 상징적 의미가 어떻게 발전해왔는지는 분명히 관찰할 수 있다.

## 역사
문신 예술의 역사는 기원전 8000년까지 거슬러 올라가며, 당시는 서로 다른 문화 집단을 구별하는 수단으로 사용되었다. 고대 그리스와 로마, 그리고 고대 일본과 중국의 역사 기록에서도 문신이 범죄성과 연관된 사례들을 찾아볼 수 있다. 그러나 이러한 인식이 세계 여러 지역에서 본격적으로 확산된 것은 16세기에서 18세기 사이였다. 시간이 지나면서 문신은 죄수나 범죄자를 식별하는 도구로 사용되었고, 법 집행 기관이 공동체를 해치는 사람들을 감시하는 방식이 되었다. 범죄자를 추적하고 관리하는 수단으로 문신을 기록하는 일은 점차 효과적인 문서화 방법으로 자리 잡았고, 이는 범죄자를 다른 사람과 구분할 수 있는 독특한 특징을 제공했다.
반항적이거나 무법적인 인물들은 반란, 범죄, 개인적 신념, 특정 집단에 대한 충성 등과 같은 자신들의 행위를 나타내기 위해 문신을 새기기 시작했고, 이는 자부심과 정체성의 표현으로 기능했다. 죄수들은 문신이 자신들에 대한 통제를 강화하는 데 사용된다는 것을 알고 있었지만, 그럼에도 불구하고 문신이 지닌 반항성과 개성의 표현은 그보다 더 중요하게 여겨졌다.

## 국가 별 범죄 문신

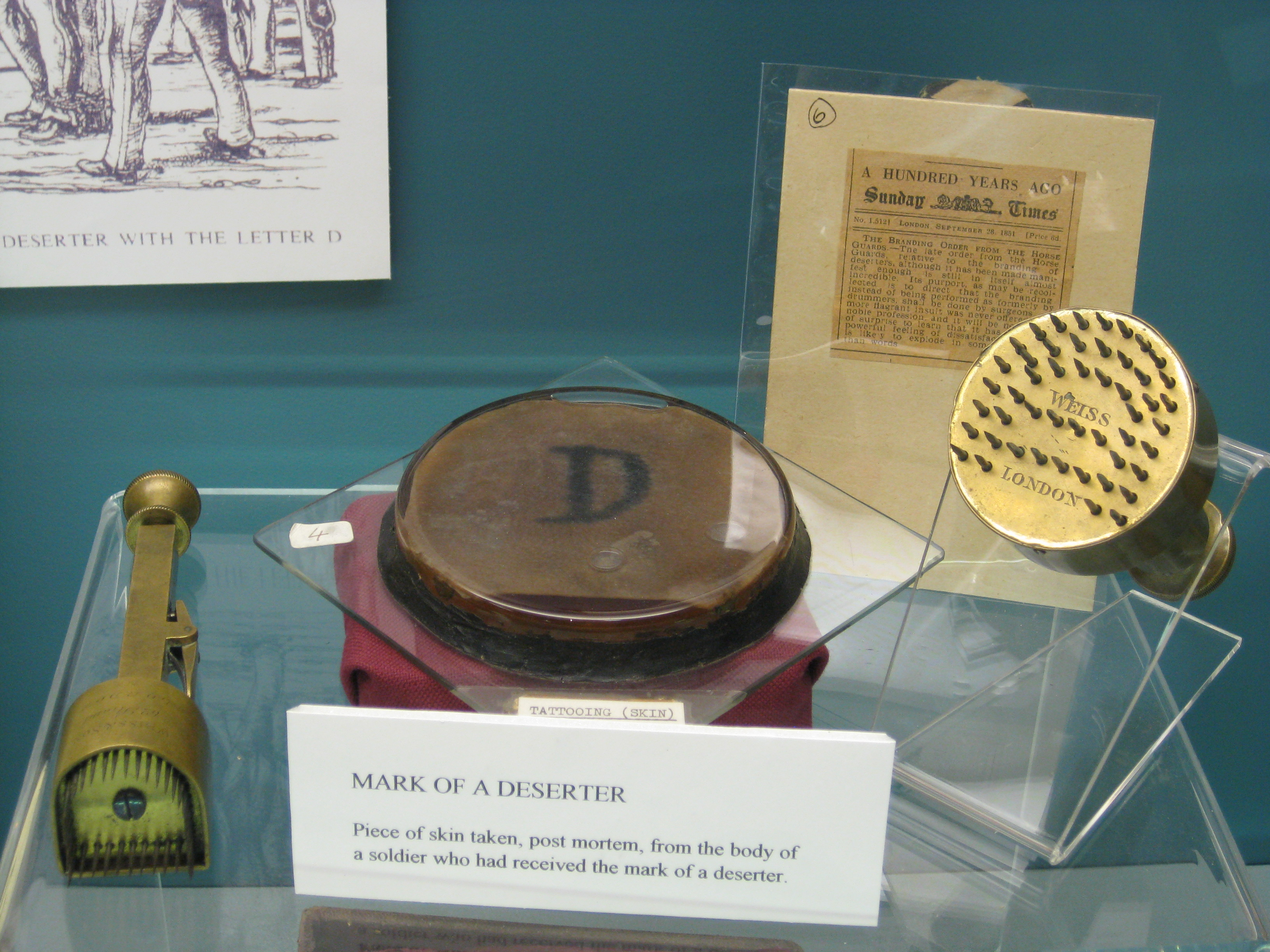
영국 육군 탈영병에게 새겨진 문신. 사망 후 피부가 절제되었다.

### 호주
1787년부터 1867년 사이, 영국에서 호주 식민지로 보내진 죄수들 중 일부는 치욕을 상징하는 문신이 새겨지기도 했다.
예를 들어, 탈영병을 의미하는 ‘D’ 문자가 그 예다. 하지만 죄수들은 종종 이러한 문신을 변형시켜 원래의 의미를 숨기거나, 냉소적이거나 반항적인 메시지를 담아 표현하기도 했다. 호주 교도소에서 흔히 볼 수 있는 문신 중 하나는 ‘A.C.A.C.’로, 경찰을 비하하는 문구의 이니셜이다.

### 프랑스
프랑스의 교도소 수감자들 사이에서는, 주사위의 다섯 눈처럼 생긴 손등의 다섯 점 문신이 자주 보인다. 이 문신은 검지와 엄지 사이에 새겨지며, ‘네 개의 벽 사이에 갇힌 한 남자’(un homme entre quatre murs) 즉 감옥에 갇힌 자신을 상징한다. 이 문신은 러시아, 독일, 스페인에서도 같은 의미로 사용된다.
손에 세 점을 찍은 문신은 ‘경찰에게 죽음을’(mort aux vaches / flics / poulets / keufs)이라는 뜻으로, 독일에서도 사용된다. 이 문신은 또 다른 해석으로는 "보지 말고, 듣지 말고, 말하지 마라"(nichts sehen, nichts hören, nichts sagen) 라는 의미도 있다. 이는 "밀고하지 말라"는 암묵적인 규칙을 상징한다.
볼에 하나의 점을 찍은 문신은 포주(point des maquereaux)임을 뜻하는 문신이다.
또한, 삼지창을 든 스틱 피겨(막대 사람 그림) 역시 프랑스 교도소에서 흔히 볼 수 있는 문신 중 하나다.nichts sehen, nichts hören, nichts sagen" ("see/hear/say nothing"= no snitch/ing.)

### 이탈리아
19세기 말, 이탈리아는 범죄자 식별 수단으로 베르티옹 시스템을 도입했다. 이 방법은 단순한 범죄자뿐 아니라, 사회 질서를 위협하거나 수상하다고 여겨지는 사람들을 표적으로 삼는 데 사용되었다.
문신은 단지 범죄자들에게서 보이는 현상이 아니라, 당시 베르티옹 시스템 안에서는 범죄자 특유의 특징으로 간주되었다. 문신이 있는 사람은 일반인과 구별되는 존재로 여겨졌고, 이는 그들을 사회적으로 낙인 찍는 근거가 되었다. 나아가 문신을 통해 사람의 심리 상태를 파악하고, 생물학적으로 범죄 성향이 있는 지를 판단하려는 시도도 있었다. 이는 고통에 대한 높은 내성, 본능적인 성향, 수치심 부족 등이 범죄 성향과 관련 있다는 당시의 믿음에서 비롯되었다.
조직 범죄 내에서도 특정 문신이 식별 표식으로 사용되었다. 예를 들어, 시칠리아의 마피아 범죄 조직인 라 스티다는 별 모양 문신을 통해 구성원을 식별한다. 이 작고 다섯 개 뾰족한 점으로 이루어진 별은 '스티다리(stiddari)'라 불리며, 보통 오른손의 엄지와 검 사이에 새겨진다.

### 일본

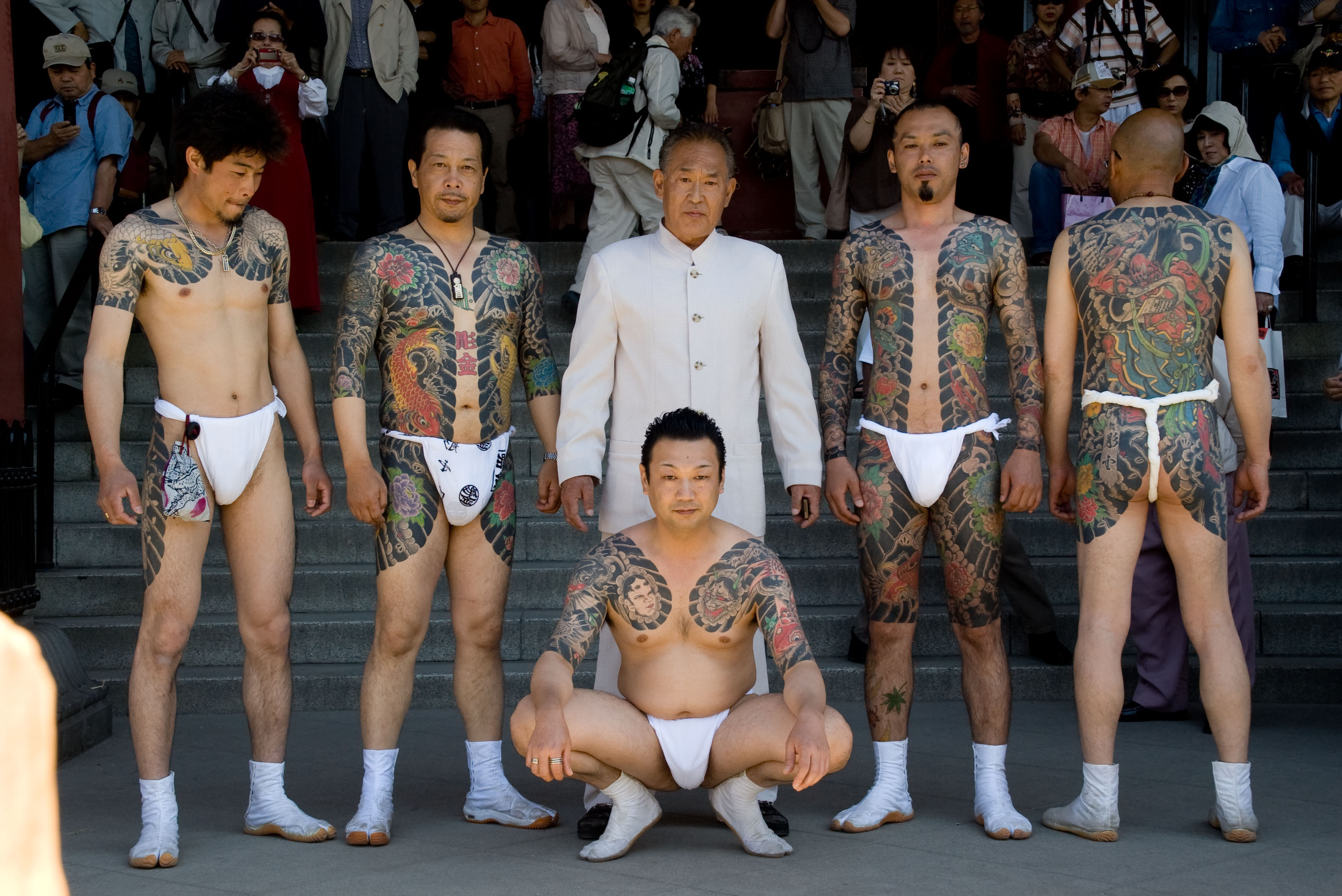
문신 야쿠자

에도 시대는 일본 내에서 평화를 유지하려는 움직임이 활발했던 시기였다. 이 시기에 문신은 범죄자에게 낙인을 찍는 수단으로 사용되기 시작하면서, 문신은 자연스럽게 범죄와 연관되게 되었다. 이후 메이지 유신기에는 일본이 "문명국"으로 보이기를 원하면서, 문신이 야만적인 행위로 간주되었고, 전국적으로 금지되었다.
야쿠자는 17세기에 시작된 일본의 조직 범죄 집단으로, 강한 충성심을 기반으로 운영된다. 문신을 받는 행위는 조직에 대한 헌신의 표현으로 여겨졌으며, 이를 통해 구성원 간의 소속감은 물론 대중에게도 식별 가능하게 만들었다.
야쿠자의 문신은 팔, 가슴, 등, 다리 등 신체의 넓은 부위를 덮는 것이 특징이다. 그러나 이 문신은 기모노와 같은 전통 의복을 입었을 때 외부에서는 보이지 않도록 특정 부위에 새겨지곤 한다. 고통스러운 문신 과정을 견디는 것은 충성심과 용기의 증표로 받아들여졌다. 현대 야쿠자의 문신은 서구 스타일의 문신과 유사한 상징을 갖는 경우가 많으며, 주로 해당 파벌과 연결된 타투이스트들에 의해 은밀하게 시술된다. 문신이 범죄와 명확하게 연관되면서, 메이지 유신기에는 이 행위 자체가 다시 한 번 금지되었고, 이후 제2차 세계 대전 이후 미국의 점령기 동안 금지 조치가 철회되었다.
야쿠자와 문신이 밀접하게 연결되면서, 일본에서는 문신 자체가 낙인으로 작용하는 사회적 인식이 형성되었다. 대중이 범죄에 대한 인식을 갖게 되면서, 영화 등 대중문화에서도 갱단이 자주 묘사되었고, 이는 문신과 범죄 사이의 연결고리를 더욱 공고히 했다. 1991년 ‘조직범죄대책법’이 제정되고, 1992년에 시행되면서 야쿠자의 규모는 줄어들었지만, 여전히 활동 중이다. 조직원들과의 접촉을 피하려는 사회적 분위기와 문신에 얽힌 역사적 맥락 때문에, 문신이 있는 사람들은 갱단과 무관하더라도 많은 시설 출입이 제한되는 경우가 많다.

### 러시아
러시아의 범죄 문신 문화는 매우 복잡한 상징 체계를 가지고 있으며, 문신만 봐도 그 사람이 누구인지에 대한 상세한 정보를 파악할 수 있다. 문신의 상징뿐만 아니라, 몸에 새겨진 부위 역시 의미를 지닌다. 새로운 조직 구성원의 입문 문신은 대개 가슴에 새겨지며, 장미 문양이 포함되기도 한다. 가슴 위 장미 문신은 러시아 마피아에서 흔하게 볼 수 있다. 범죄 세계에서는 자격 없이 문신을 새기면 처벌 받는데, 이 경우 문신은 강제로 제거되고 구타, 강간, 심지어 살해까지 당할 수 있다. 일부는 자발적으로 문신을 제거하기도 하는데, 예컨대 지위를 잃었거나 소속을 바꾸었거나 ‘범죄자’ 생활을 청산하고자 할 때가 그렇다. 제거 방식은 마그네슘 가루를 붕대에 싸서 피부에 붙이는 것으로, 이 화학물질이 문신이 새겨진 피부를 부식시켜 지워지게 만든다. 이 마그네슘 가루는 일반적으로 잔디깎이 덮개 같은 알루미늄 재질을 갈아서 얻으며, 교도소 내에서 일종의 거래 수단이 되기도 한다.
러시아의 문신 도상학 분야의 전문가 아르카디 브로니코프(Arkady Bronnikov)는 문신만 보고도 수감자의 과거를 추적할 수 있다고 말한다. 예를 들어, 머리에 거미와 거미줄 문신이 새겨져 있다면 이는 마약 중독자라는 의미이며, 양 어깨에 그려진 러시아 교회의 돔 모양의 문신 개수는 이 수감자가 감옥에 몇 번 갔는지를 나타낸다. 이 교회 문신 위, 목 뒤쪽에는 “아무나 이렇게 고개 들고 살 수 있는 건 아니다”라는 문구가 새겨져 있다. 브로니코프(Arkady Bronnikov)는 말한다. “감옥에서는 문신이 많을수록 복역 횟수가 많고, 따라서 존경도 많아진다. 고통을 두려워하지 않는다는 증거이기 때문이다.”
러시아 감옥에서 새겨진 문신은 종종 독특한 푸르스름한 빛을 띠는데, 이는 대부분 볼펜 잉크로 새겨지기 때문이다. 잉크는 때로 구두 뒤축을 태워 나온 그을음에 소변을 섞어 만들며, 도구는 전기 면도기에 기타 줄을 끼워 직접 만든 장비를 사용하여 피부에 주입한다.
"러시아 감옥에서는 문신 잉크를 녹인 고무에 물과 설탕을 섞어 제조했다. 타투이스트들은 콘크리트 감방 바닥에서 바늘을 갈아 날카롭게 만든 후 사용했다. 때로는 스탈린이나 레닌의 초상화가 유행하기도 했으며, 때로는 수도원이나 중세 기사가 유행하기도 했다. 돼지 주둥이를 한 공산주의자 풍자화나 늑대로 묘사된 교도관들도 인기를 끌다. 러시아를 거대한 수용소로 묘사한 굴라그 지도가 등을 가로질러 새겨지기도 했다. 십자가형 장면도 자주 등장했으며, 로널드 레이건이 문신 주제로 사용된 경우도 있었다고 러시아의 감옥 속어 사전(Fenya)은 전한다."
자발적인 문신 외에도, 문신은 범죄 사회 내에서 낙인과 처벌의 수단으로 사용되기도 한다. 이러한 문신은 도박 빚을 갚지 못했거나, 범죄 규율을 어긴 사람에게 새겨질 수 있으며, 종종 노골적인 성적 이미지를 포함하여 착용자를 굴욕스럽게 만든다. 이마에 문신을 강제로 새기는 경우도 있으며, 이는 착용자를 공공연히 모욕하고 다른 이들에게 경고하기 위한 목적이다. 이런 문신에는 착용자의 민족성, 성적 지향, 교도소 당국과 협조한 혐의 등에 대한 비하적 문구가 들어가기도 한다. 때로는 문신이 정치적 견해(예: 블라소프파 소속)나, 다른 죄수들 사이에서도 용납되지 않는 범죄(예: 아동 강간)의 유죄 판결을 받았다는 것을 나타내기도 하며, 문신 착용자가 ‘추락한 자’, 즉 감옥 내에서 가장 낮은 사회 계층임을 나타내는 경우도 있다. 이런 사람은 보통 상위 계층 죄수들의 성적 대상으로 여겨지기도 한다.
자발적인 얼굴 문신은 대부분 자신이 평생 정상적인 사회로 복귀할 것을 기대하지 않는다는 것을 의미한다. 예를 들어 눈꺼풀에 “깨우지 마라”와 같은 문구를 문신하는 경우가 있으며, 문신 과정에서 금속 숟가락을 눈꺼풀 아래에 넣어 눈을 보호한 뒤 작업한다.
정치적이거나 반권위적인 의미를 담은 문신은 “그린”이라고 불리며, 이는 주로 '법의 도둑(vor v zakone)’의 배 부위에 새겨져, 범죄자 공동체 내에서 지위를 얻기 위한 수단이 된다. 러시아 범죄학자 유리 두비아긴(Yuri Dubyagin)은 소련 시절, 반정부적인 문신에 대해 “비밀 명령에 따라 외과적으로 제거되어야 했고, 이 수술은 대부분 치명적이었다”고 주장했다. 또한 레닌과 스탈린과 같은 소련 지도자의 초상화 문신은 사격 부대가 지도자의 얼굴에 총을 쏘지 않을 것이라는 믿음, 또는 구타 시 지도자의 얼굴을 피할 것이라는 기대로 인해 가슴 부위에 새겨지곤 했다.
월스트리트 저널의 N. Banerjee는 1992년 러시아 감옥의 문신 문화에 대해 이렇게 썼다.
“…고통은 가장 강한 수감자라도 몸 전체에 의미 있는 그림을 한꺼번에 새기는 것을 주저 하게 만든다. 문신은 몸에 수천 번의 바늘을 찌름으로 색소를 피부에 주입하며 만들어진다. 브로니코프 씨에 따르면, 이 과정은 예술가와 그 야망에 따라 몇 시간에서 수년에 걸쳐 진행되기도 한다. 감옥 환경 때문에 타투이스트들은 재료와 장비를 즉흥적으로 만들어 사용해야 한다. 예를 들어, 나무 판자에 그림을 그리고, 그 위에 바늘을 따라 배열한 뒤, 잉크를 덮고, 전체 그림을 죄수의 몸에 도장처럼 찍는 방식을 쓰기도 한다. 또 다른 방법은 칼날로 피부에 그림을 새긴 후, 영구 잉크로 상처를 문지르는 방식이다. 일반적으로 죄수들은 전기 면도기와 바늘이 꽂힌 주사기를 구해 즉석 문신 기계로 개조하여 사용한다. 잉크는 귀하기 때문에 예술가들은 종종 신발의 뒤축을 태워 나온 재를 소변과 섞어 염료를 제조하며, 이 방법이 감염 위험을 낮춘다고 믿는다."
일반적인 신체 문신과 그 의미:
- 243 배지 문신: 경찰 폭행 경력, 주로 폭행에 사용된 팔이나 손에 새기며, 캘리포니아 형법 243조에서 따온 것이다.
- 이마의 철조망 문신: 가석방 없는 종신형을 선고받았음을 의미한다. 팔뚝이나 손목을 감싼 철조망 문신은 복역한 년수를 나타낸다.[28]
- 방울(bells) 문신: 형기를 완전히 마쳤음을 나타낸다.
- 지평선 위를 나는 새들 문신: "나는 자유롭게 태어났으며 자유로워야 한다." 라는 뜻이다. 감옥 밖의 삶을 갈망하는 의미로 새긴다.[29]
- 고양이 문신: 도둑으로 살아온 경력을 의미한다. 한 마리 고양이는 혼자 활동했음을, 여러 마리 고양이는 범죄 조직의 일원임을 뜻한다.[30] 러시아어로 "고양이(кот)" 라는 단어는 감옥이 자신의 자연스러운 터전이라는 뜻의 약자로 해석되기도 하며, 교활함을 상징하기도 한다.
- 켈트 십자가(Celtic Cross)문신: 인종차별주의 백인 우월주의 운동의 상징이며, 때로는 조준경을 의미해 문신자가 청부 살인자이고, 결국 자신도 폭력적인 죽음을 맞이할 것이라는 메시지를 담기도 한다.[31]
- 성당, 모스크, 요새 등의 건물 문신: 가슴, 등, 손 등에 새겨지며, 첨탑(탑)의 수는 복역 년수 또는 수감 횟수를 나타낸다. 첨탑 위의 십자가는 형기를 마쳤음을 의미한다. “교회는 신의 집이다”라는 문구는 은유로 사용되어 “감옥은 도둑의 집이다”라는 뜻으로 해석된다.
- 십자가 문신: 이마, 손가락, 엄지와 검지 사이 등에 작게 새겨지며, 복역 경험을 의미다. 손가락의 반지 모양 문신이나 손의 기호는 착용자의 계급을 옷을 입은 상태에서도 나타낼 수 있게 한다.[32] 가슴의 십자가는 러시아 마피아에서 높은 지위를 나타낼 수 있다.[33]
- 손가락 마디 위의 십자가 문신: '감옥에 세 번 갔다 왔다.'는 의미이다.
- 목에 칼 문신: 사람을 찔러 죽였음을 의미한다.[34]
- 악마의 얼굴: '그린(grin)', 즉 "나는 권력에 원한이 있다"는 메시지를 담고 있다.
- 손가락 마디 위의 점 문신: 복역 년수를 의미한다.
- 다섯 개의 점 문신: 네 개의 점은 감옥의 벽을, 가운데 점은 수감자를 의미해, 감옥에서 보낸 시간을 의미한다.[35]
- 하나의 점 문신: "나는 탈옥했다"는 뜻이다.
- 견장(epaulets) 문신: 어깨에 새겨진 군 계급 배지나 제복 문신은 범죄적 업적을 상징한다.[36] 해골이 함께 있다면 이는 살인자를 나타낸다. 이 문양은 유의미한 범죄 이력이 있었던 사람이 선고 받기 전에 과시하기 위해 이미 문신으로 새겨기기도 했다.
- 사형집행자 문신: 살인자 또는 '법의 도둑(범죄자 사회의 규율)'을 따르는 자를 의미한다.[37]
- 염소 문신: 정보원, 명예 없는 자를 뜻하며 굴욕의 상징으로 여겨진다.
- 레닌, 스탈린, 마르크스, 엥겔스 초상화 문신: 주로 가슴이나 주요 장기가 있는 부근에 새겨지며 구체제(소련 시절)의 전형적인 문신이다. 소련 지도자들의 얼굴이 있으면 총살 부대가 그 부위에 총을 쏘지 않을 것이라는 믿음으로 새겼다.
- 마돈나와 아기 예수 문신: "나는 친구들에게 깨끗한 자다" 즉, 당국에 결코 동료를 밀고하지 않을 것이라는 의미이다. 또는 어릴 적부터 범죄자가 되었음을 상징하기도 한다.
- 인어 문신: 아동 성범죄 전과를 의미한다.
- MIR: 러시아어로 "평화"를 뜻하지만, 여기서는 "총살형만이 나를 갱생시킬 수 있다"는 뜻의 약어이다.
- 거미 또는 거미줄 문신: 인종차별주의 또는 복역 경험을 상징한다.[38]
- 거미줄 문신: 거미가 중앙에 있으면 범죄에 헌신한 삶을 의미하고, 거미가 기어 나오는 모습이면 개과천선을 시도하는 중이라는 뜻이다. 또 다른 해석으로는, 약물 중독자를 나타내며, 마치 거미줄에 걸린 벌레처럼 마약에 갇혀 있다는 의미로도 쓰인다. 또는 거미줄의 각 고리가 1년 복역을 뜻하는 등 감옥에서의 시간을 나타내기도 한다.[39]
- 눈 아래 눈물 문신: 착용자가 감옥에서 성폭행을 당했다는 의미이며,[40][41] 가해자가 강제로 새기거나 착용자를 공개적으로 '자기 소유'로 표시하기 위해 얼굴에 문신을 남긴 것이다.[42] 이는 공공연한 굴욕을 뜻하며, 얼굴 문신은 감출 수 없기 때문에 강한 상징성을 가진다. 그러나 미국 서부 갱단 문화에서는 이 문신이 누군가를 죽였다는 뜻으로 해석되기도 한다.[43][44]
- 묘비 문신: 시간의 상실을 상징한다. (예: 2001-2005라는 5개의 묘비는 5년간 복역했음을 뜻함.)
- SLON: 러시아어로 '코끼리'라는 단어지만, 여기서는 "어릴 적부터 불행뿐이었다." 혹은 "경찰은 칼로 죽어야 한다."는 의미의 약어이다.
- SS: Sohranill Sovest의 약자로, 교도소 당국에 대한 저항의 표시이다.[45]
- 무릎 위의 별 문신: "나는 누구에게도 무릎 꿇지 않는다"는 의미이다.
- 어깨 위의 별 문신: 규율, 지위, 전통을 갖춘 자, 또는 '법의 도둑' 조직에서 대위로 승진했음을 의미한다.
- 스와스티카(卍): 감옥 당국에 대한 반감을 의미하며, 반드시 나치 지지자라는 뜻은 아니다.[46]

### 미국
갱단과 관련된 사람들에게 문신은 흔히 볼 수 있으며, 이는 소속에 대한 자부심을 나타낸다. 사용되는 상징과 서체는 다양하며, 이를 통해 어떤 갱단에 속해 있는지를 알 수 있다. 문신의 위치 또한 중요한데, 이는 일반 대중에게 자신을 어느 정도 드러내고자 하는지를 보여준다.
가장 유명한 범죄 문신 중 하나는 눈물 문신이다. 이는 주로 미국 서부 지역 갱단에서 범죄 활동을 상징하며, 눈 아래에 눈물 모양 문신이 있으면 살인이나 살인 미수에 연루되었음을 의미할 수 있다. 이 문신은 또한 교도소 복역 경험이나 갱단과 관련된 사랑하는 사람의 죽음을 나타내기도 한다.
미국 교도소 내 히스패닉 수감자들 사이에서 흔한 문신은 네 개 또는 세 개의 점이다. 이 점들은 갱단 내에서 자리를 인정받았음을 뜻한다. 세 개의 점은 남부 갱단을 상징하는 숫자 13을 의미하고, 네 개의 점은 북부 갱단을 상징하는 숫자 14를 의미한다. 지리적 위치를 나타내는 문신도 흔한데, 예를 들어 '213'은 로스앤젤레스를 나타낸다. 히스패닉 갱단은 고딕체 서체를 즐겨 사용하며, 종교적 테마를 문신에 자주 반영한다. 이들은 가톨릭 신자가 많은 만큼 문신에 종교적 요소가 뚜렷하게 드러난다. 문신은 대체로 크고 눈에 잘 띈다.
Aryan Brotherhood라는 백인 네오나치 성향의 교도소 갱단을 상징하는 문신에는 'AB'라는 글자, 켈트 문양, 숫자 '666' 등이 있다. 이들의 문신에는 백인 우월주의 언어와 나치 상징이 포함되어 있어 인종차별적 주제가 강하게 나타난다.
Alien Enemy Validation Guide에서는 범죄 단체 구성원을 식별하기 위해 문신을 참고 자료로 활용한다.

### 감옥 문신
미국에서는 1930년대에 범죄자들의 문신이 증가했으며, 이는 교도소 내 문신 문화 때문으로 볼 수 있다. 미국 교도소에서는 문신이 엄격히 금지되어 있지만, 수감자들은 문신을 하며 종종 이에 따른 징계를 감수한다. 연구에 따르면, 수감 중에 문신을 받은 사람들은 외향적인 성향이 강하며, 죄수라는 정체성을 받아들이고 소속감을 느끼는 경향이 있다. 이러한 성향은 자기 절제력 부족과 함께 나타난다.
교도소에서 문신이 불법이기 때문에, 수감자들은 정식 장비 없이 문신을 새겨야 한다. 이에 따라 자신들의 소지품을 이용해 즉흥적으로 문신 기구를 만들어 사용한다. 문신을 제대로 표현하려면 잉크의 품질이 중요하다. 수감자들은 면회객이나 교도관을 통해 스트리트 잉크를 얻거나, 몇 가지 재료를 사용해 직접 잉크를 만들어 사용한다. 잉크는 물, 이소프로필 알코올, 그을음을 이용해 만들 수 있다. 그을음을 얻기 위해 다양한 재료를 태우고, 알코올 성분이 들어 있는 구강 청결제 등을 활용하기도 한다. 즉흥적으로 만든 문신 장비는 샤프 펜슬, 비크펜, 라디오 트랜지스터, 스테이플러 심, 클립, 기타줄 등을 재료로 삼는다.
특정 문신 디자인은 고유한 암호적 의미를 지니게 되었다. 이러한 코드 체계는 상당히 복잡하며, 암호화된 내용을 담고 있기 때문에 외부인들은 이를 쉽게 알아차리지 못한다. 북미 지역 교도소에서 흔히 볼 수 있는 암호화된 문신은 다음과 같다.
- 엄지와 검지 사이에 찍은 삼각형 형태의 세 점 문신[60]
- 눈 밑에 새긴 눈물 모양 문신으로, 살인 또는 살인 미수를 상징[61]
- 몸의 특정 부위 없이 새길 수 있는 샴록 문신으로 Aryan Brotherhood 소속을 의미함[62]
- 샴록 문신에 숫자 12를 함께 새기기도 하며, 이는 'AB'를 가리킴
- 몸의 특정 부위 없이 새기는 지역번호 문신으로, 자신이 속한 갱단이나 지역을 나타냄[63]
- 팔꿈치를 덮는 거미줄 문신으로, 백인우월주의자들이 상대방을 해치거나 죽였음을 표현[64]
- 시계바늘 없는 시계 문신으로, 복역 중인 시간을 의미[65]
- 숫자 13 문신으로 Mara Salvatrucha 13 갱단 소속을 의미[66]
- 숫자 14 문신으로 Nuestra Familia라는 교도소 갱단 소속을 의미[67]

## 노예 매춘부를 위한 문신
강제로 성매매를 강요당하는 여성들의 경우에도 문신이나 낙인이 새겨진다. 강제 성매매를 당하는 여성과 소녀들은 자신들의 의지와 무관하게 포주들의 이름이나 갱단 심볼을 문신하거나 달군 쇠붙이로 낙인을 찍힌다. 여성 인신매매를 하는 마피아 조직 등에서는 거의 모든 피해자에게 표식을 남긴다. 일부 포주와 조직은 이름이나 잘 알려진 로고를 사용하고, 다른 경우에는 비밀 기호를 사용한다. 과거에는 이 낙인이 작고 음순 안쪽 등 눈에 띄지 않는 곳에 새겨졌지만, 오늘날에는 포주가 자신의 이름을 큰 글씨로 피해자의 몸에 새기기도 한다.

## 같이 보기
- 갱단
- 네오나치
- 마약 카르텔
- 중국 범죄 조직
- 러시아 마피아
- 조직 범죄
- 야쿠자

## 참고문헌
1. ↑  Watkins, Derrick. (2007). 《Gang investigations : a street cop's guide》. Ashby, Richard., American Society of Law Enforcement Trainers. Sudbury, Mass.: Jones and Bartlett Publishers. ISBN 978-0-7637-3391-9. OCLC 62593583.
2. ↑  《Introduction to criminal investigation》. Birzer, Michael L., 1960-, Roberson, Cliff, 1937-. Boca Raton, FL: CRC Press. 2012. ISBN 978-1-4398-3934-8. OCLC 747385725.
3. ↑  《Introduction to criminal investigation》. Birzer, Michael L., 1960-, Roberson, Cliff, 1937-. Boca Raton, FL: CRC Press. 2012. ISBN 978-1-4398-3934-8. OCLC 747385725.
4. ↑  Wesley G. Jennings; Bryanna Hahn Fox; David P. Farrington (2014년 1월 14일), “Inked into Crime? An Examination of the Causal Relationship between Tattoos and Life-Course Offending among Males from the Cambridge Study in Delinquent Development”, 《Journal of Criminal Justice》 42 (1, January–February 2014): 77–84, doi:10.1016/j.jcrimjus.2013.12.006
5. ↑  Joshua Adams (2012), “The Relationship between Tattooing and Deviance in Contemporary Society”, 《Deviance Today》, 137–145쪽
6. ↑  Brady, C (September 1993). “FROM PUNISHMENT TO EXPRESSION: A HISTORY OF TATTOOS IN CORRECTIONS”. 《Corrections Compendium》 18 (9): 1–5  – NCJRS 경유.
7. ↑  Saunders, Rosie (2021년 10월 4일). “Inked and Exiled: How Tattoo Culture Became Synonymous with Criminals in Britain”. 《Medium》 (영어). 2024년 5월 1일에 확인함.
8. ↑  Brady, C (September 1993). “FROM PUNISHMENT TO EXPRESSION: A HISTORY OF TATTOOS IN CORRECTIONS”. 《Corrections Compendium》 18 (9): 1–5  – NCJRS 경유.
9. ↑  Saunders, Rosie (2021년 10월 4일). “Inked and Exiled: How Tattoo Culture Became Synonymous with Criminals in Britain”. 《Medium》 (영어). 2024년 5월 1일에 확인함.
10. ↑  Niyi Awofeso (June 2004). “Prison argot and penal discipline”. 《Journal of Mundane Behavior》 5 (1). 2005년 6월 1일에 원본 문서에서 보존된 문서.
11. ↑  Baldayev, Danzig (2006), 《Russian criminal tattoo encyclopedia, Volume 3》, FUEL Publishing, 214쪽.
12. ↑  Tung, Angela (2016년 2월 24일). “The Hidden Meanings Behind 11 Prison Tattoos”. 《Mental Floss》.
13. ↑  Tung, Angela (2016년 2월 24일). “The Hidden Meanings Behind 11 Prison Tattoos”. 《Mental Floss》.
14. ↑  Hodapp, Christopher (2008). 《Conspiracy Theories and Secret Societies For Dummies》. Wiley Publishing. 292쪽. ISBN 978-0-470-18408-0.
15. ↑  Hodapp, Christopher (2008). 《Conspiracy Theories and Secret Societies For Dummies》. Wiley Publishing. 292쪽. ISBN 978-0-470-18408-0.
16. ↑  Hodapp, Christopher (2008). 《Conspiracy Theories and Secret Societies For Dummies》. Wiley Publishing. 292쪽. ISBN 978-0-470-18408-0.
17. ↑  Cole, Michael (2019년 1월 30일). “Asia Pacific Perspectives Journal - V16No1 Fall/Winter 2018-19 - Skutlin”. 《University of San Francisco》 (영어). 2024년 4월 12일에 확인함.
18. ↑  “Yakuza: Past and Present | Office of Justice Programs”. 《www.ojp.gov》. 2024년 4월 11일에 확인함.
19. ↑  Boyd, Oscar (2018년 9월 15일). “'Yakuza Tattoo': Inside the secretive world of the yakuza's tattoos”. 《The Japan Times》 (미국 영어). 2019년 7월 10일에 확인함.
20. ↑  “"Irezumi": The Japanese Tattoo Unveiled”. 《nippon.com》 (영어). 2017년 1월 30일. 2019년 7월 10일에 확인함.
21. ↑  Varese, Federico (February 2006). “The Secret History of Japanese Cinema: The Yakuza movies”. 《Global Crime》 (영어) 7 (1): 105–124. doi:10.1080/17440570600650166. ISSN 1744-0572.
22. ↑  Cole, Michael (2019년 1월 30일). “Asia Pacific Perspectives Journal - V16No1 Fall/Winter 2018-19 - Skutlin”. 《University of San Francisco》 (영어). 2024년 4월 12일에 확인함.
23. ↑  “Yakuza: Past and Present | Office of Justice Programs”. 《www.ojp.gov》. 2024년 4월 11일에 확인함.
24. ↑  Banerjee, N. (1992, Jul 29). Russian convicts use body language of their very own --- prison tattoos spell out lives of crime and establish the hierarchy of inmates. Wall Street Journal.
25. ↑  “Russian prison tattoos”. Foreigner prisoner support service. 2024년 2월 21일.
26. ↑  Williams, D. (2000, May 29). Russia journal; prison gave an artist career in the skin trade. The Washington Post.
27. ↑  Banerjee, N. (1992, Jul 29). Russian convicts use body language of their very own --- prison tattoos spell out lives of crime and establish the hierarchy of inmates. Wall Street Journal.
28. ↑  “15 more prison tattoos and their meanings”. 《Corrections1》 (영어). 2014년 10월 25일. 2021년 1월 11일에 확인함.
29. ↑  “15 more prison tattoos and their meanings”. 《Corrections1》 (영어). 2014년 10월 25일. 2021년 1월 11일에 확인함.
30. ↑  “15 more prison tattoos and their meanings”. 《Corrections1》 (영어). 2014년 10월 25일. 2021년 1월 11일에 확인함.
31. ↑  The Mark of Cain (2000), film on Russian criminal tattoos; DVD, ASIN B0011UBDV8
32. ↑  [Baldaev, D. S., and Sergei Vasiliev. Russian Criminal Tattoo Encyclopaedia. Vol. 1. London: Fuel, 2009. Print.]
33. ↑  “15 prison tattoos and their meanings”. 《Corrections1》 (영어). 2014년 9월 4일. 2021년 1월 11일에 확인함.
34. ↑  “Russian Prison Tattoos Meanings”. 《Russia Criminal Tattoo》. 2009년 7월 10일. 2020년 7월 31일에 원본 문서에서 보존된 문서. 2023년 5월 29일에 확인함.
35. ↑  “15 prison tattoos and their meanings”. 《Corrections1》 (영어). 2014년 9월 4일. 2021년 1월 11일에 확인함.
36. ↑  “15 more prison tattoos and their meanings”. 《Corrections1》 (영어). 2014년 10월 25일. 2021년 1월 11일에 확인함.
37. ↑  The Mark of Cain (2000), film on Russian criminal tattoos; DVD, ASIN B0011UBDV8
38. ↑  “Spider Web Tattoos - What Do They Mean?”. 2010년 3월 1일에 원본 문서에서 보존된 문서.
39. ↑  “15 prison tattoos and their meanings”. 《Corrections1》 (영어). 2014년 9월 4일. 2021년 1월 11일에 확인함.
40. ↑  “Four Days in the Oaxaca State Prison : Mexico Living”. mexconnect.com. 2016년 11월 3일에 확인함. the victim of rape is tattooed with a teardrop below the eye by the offending party
41. ↑  “Teardrop Tattoo Meaning: Tattoos With Meaning”. tattooswithmeaning.com. a way of “marking” an inmate as property of another person or for humiliation; a face tattoo cannot be covered up or hidden.
42. ↑  “Four Days in the Oaxaca State Prison : Mexico Living”. mexconnect.com. 2016년 11월 3일에 확인함. the victim of rape is tattooed with a teardrop below the eye by the offending party
43. ↑  “15 prison tattoos and their meanings”. 《Corrections1》 (영어). 2014년 9월 4일. 2021년 1월 11일에 확인함.
44. ↑  Smith, Brendan (2008년 4월 25일). “Tattoo Regret”. 《Washington City Paper》. 2021년 1월 11일에 확인함.
45. ↑  “Russian Prison Tattoos Meanings”. 《Russia Criminal Tattoo》. 2009년 7월 10일. 2020년 7월 31일에 원본 문서에서 보존된 문서. 2023년 5월 29일에 확인함.
46. ↑  “Russian Prison Tattoos Meanings”. 《Russia Criminal Tattoo》. 2009년 7월 10일. 2020년 7월 31일에 원본 문서에서 보존된 문서. 2023년 5월 29일에 확인함.
47. ↑  Mallon, William K.; Russell, Marie A. (September 1999). “Clinical and Forensic Significance of Tattoos”. 《Advanced Emergency Nursing Journal》 (미국 영어) 21 (3): 21. ISSN 1931-4485.
48. ↑  MacDonald, John Marshall (1987). 《The confession: interrogation and criminal profiles for police officers》. Apache Press. 83쪽. ISBN 9780961823009.
49. ↑  “Erasing the past: tattoo-removal programs for former gang members. - Free Online Library”. 《www.thefreelibrary.com》. 2024년 4월 12일에 확인함.
50. ↑  Smith, Brendan (2008년 4월 25일). “Tattoo Regret”. 《Washington City Paper》 (미국 영어). 2024년 4월 12일에 확인함.
51. ↑  “Erasing the past: tattoo-removal programs for former gang members. - Free Online Library”. 《www.thefreelibrary.com》. 2024년 4월 12일에 확인함.
52. ↑  Goslin, Charles (2017). 《Understanding Personal Security and Risk: A Guide for Business Travelers》. CRC Press. ISBN 978-1-3153-5035-6.
53. ↑  Mallon, William K.; Russell, Marie A. (September 1999). “Clinical and Forensic Significance of Tattoos”. 《Advanced Emergency Nursing Journal》 (미국 영어) 21 (3): 21. ISSN 1931-4485.
54. ↑  “White Gang Tattoos”. 《www.policemag.com》. 2009년 8월 7일.
55. ↑  Mallon, William K.; Russell, Marie A. (September 1999). “Clinical and Forensic Significance of Tattoos”. 《Advanced Emergency Nursing Journal》 (미국 영어) 21 (3): 21. ISSN 1931-4485.
56. ↑  Jake Horton, British man's tattoo wrongly linked to Venezuelan gang in US government document, BBC News, 11 April 2025.
57. ↑  Brady, C (September 1993). “FROM PUNISHMENT TO EXPRESSION: A HISTORY OF TATTOOS IN CORRECTIONS”. 《Corrections Compendium》 18 (9): 1–5  – NCJRS 경유.
58. ↑  Whidden, Calen "Wolf" (2022년 10월 7일). “A Brief Lesson on Prison Ink”. 《Prison Journalism Project》 (미국 영어). 2024년 4월 30일에 확인함.
59. ↑  “Prison Tattoos and Their Meanings”. 《tattoo-designs.dk》. 2010 [2004]. 2013년 10월 30일에 원본 문서에서 보존된 문서.
60. ↑  “Prison Tattoos and Their Meanings”. 《tattoo-designs.dk》. 2010 [2004]. 2013년 10월 30일에 원본 문서에서 보존된 문서.
61. ↑  “Erasing the past: tattoo-removal programs for former gang members. - Free Online Library”. 《www.thefreelibrary.com》. 2024년 4월 12일에 확인함.
62. ↑  “Erasing the past: tattoo-removal programs for former gang members. - Free Online Library”. 《www.thefreelibrary.com》. 2024년 4월 12일에 확인함.
63. ↑  Mallon, William K.; Russell, Marie A. (September 1999). “Clinical and Forensic Significance of Tattoos”. 《Advanced Emergency Nursing Journal》 (미국 영어) 21 (3): 21. ISSN 1931-4485.
64. ↑  “Prison Tattoos and Their Meanings”. 《tattoo-designs.dk》. 2010 [2004]. 2013년 10월 30일에 원본 문서에서 보존된 문서.
65. ↑  “Prison Tattoos and Their Meanings”. 《tattoo-designs.dk》. 2010 [2004]. 2013년 10월 30일에 원본 문서에서 보존된 문서.
66. ↑  “Prison Tattoos and Their Meanings”. 《tattoo-designs.dk》. 2010 [2004]. 2013년 10월 30일에 원본 문서에서 보존된 문서.
67. ↑  “Prison Tattoos and Their Meanings”. 《tattoo-designs.dk》. 2010 [2004]. 2013년 10월 30일에 원본 문서에서 보존된 문서.